# جامع التوكندي
جامع التوكندي أو (خنجر خشب) من مساجد العراق التاريخية الأثرية، ويقع في محلة السوق الصغير في الجانب الأيمن من مدينة الموصل، وهو جامع صغير جددت عمارته في أواخر القرن الحادي عشر للهجرة من قبل الحاج أحمد بن عبدو في عام 1674م، وتوالى على نظارة الجامع وماله من الأوقاف.،

ويظهر أقدم نص في الجامع ماهو مكتوب على لوح من الرخام مثبت في حائط المصلى وهو:
((هذا ما أمر بعمارة هذا الجامع الشريف تقرباً إلى الله تعالى وابتغاء مرضاته الحاجي أحمد بن الحاج عبدو وذلك في سنة 1085هـ))
وللجامع مصلى حرم صغير وله باب واحد يقابل المحراب الذي يقع تحت القبة، والمحراب جميل قليل التقعر مزين بزخارف نباتية وهندسية نافرة، ومكتوب فوق باب المنبر:
((لا إله الا الله محمد رسول الله
أبو بكر عمر عثمان حيدر :: جراغ مسـجد محراب منبر))
جـدد عمارة الجامع أحد أحفاد الواقف محمود ابن عبدو وقد جدده محمود بن ملا مصطفى في سـنة 1208هـ كما هو مكتوب على باب المـصلى الآية:
«(إن الصـلاة كانت على المؤمنين كتاباٌ موقوتاً) ثم كتب: هذا جامع الحاجي أحمد بن عبدو وقد جـدده محمود بن ملا مصطفى في سنة ثمان ومائتين وألف للهجرة 1208هـ».